# Hippodrome de la Malbrande
L’hippodrome de la Malbrande, généralement désigné sous le nom d’hippodrome des Sables-d’Olonne, est un circuit de sport hippique situé sur la commune de Talmont-Saint-Hilaire, dans le département de la Vendée et la région des Pays-de-la-Loire.
Construit en 1970, l’hippodrome succède à d’anciennes pistes hippiques du pays des Olonnes et à la Grand’Plage des Sables-d’Olonne, où des courses sont organisées entre 1854 et 1913. Des courses y ont lieu de juin à septembre.

## Histoire
Les premières courses hippiques sont organisées sur la Grand’Plage, aux Sables-d’Olonne, sur plus de 1 500 mètres à l’occasion de la Fête sablaise, le 22 août 1854. Organisées sous l’égide de la municipalité sablaise, les festivités sont patronnées par la princesse Mathilde entre 1858 et 1870.
Alors que les courses sur la plage sont jugées illégales par le président de la Cour des comptes en 1913, le conseil municipal acquiert 24 hectares sur le domaine de la Lande, dans la commune de Château-d’Olonne. Parallèlement une société de courses est fondée le 13 décembre 1913. La piste sableuse des Sables-d’Olonne est pour la dernière fois foulée par les équidés les 21 et 22 août 1920.
En 1946, un nouvel hippodrome est construit à Orbestier, sur la même commune, en face de l’abbaye Saint-Jean. Les courses se poursuivent dans cette nouvelle enceinte à partir de 1947.
À la fin des années 1960, l’hippodrome souffre de carences aux yeux de la Société des courses des Sables-d’Olonne. La commune décide d’acquérir 35 hectares en décembre 1968 à la ferme de la Malbrande, sur la commune de Talmont-Saint-Hilaire. La course inaugurale est organisée le 12 juillet 1970.
Les installations ont subi une rénovation complète depuis 1996.
En 2005, l’hippodrome est modernisé par le biais de financements du conseil régional, du conseil général, de la communauté de communes des Olonnes et des municipalités des Sables-d’Olonne et de Talmont-Saint-Hilaire.
Classée en 1re catégorie pour toutes les disciplines depuis 1991, la Société organise 21 réunions.

## Pistes
L’hippodrome possède :
- pour le trot, une piste homologuée de 1 243 mètres environ (sable), largeur 18 m, ligne droite 350 m ;
- pour le galop, une piste homologuée de 1 512 mètres environ (herbe), largeur 20 m, 16 partants maximum ;
- pour les courses de haies, la même piste que précédemment, corde à gauche, 6 obstacles sur roue articulée.